# کولوان (چین)
کولوان (به لاتین: Coloane) یک منطقهٔ مسکونی در جمهوری خلق چین است که در ماکائو واقع شده‌است. کولوان ۷٫۶ کیلومتر مربع مساحت و ۹،۳۰۰ نفر جمعیت دارد.